# Pawlos Sarlis
Pawlos Sarlis, gr. Παύλος Σαρλής (ur. 18 sierpnia 1932 w Pireusie, zm. 4 lutego 2011) – grecki polityk i prawnik, poseł do Parlamentu Europejskiego III i IV kadencji.

## Życiorys
Ukończył prawo na Uniwersytecie Narodowym im. Kapodistriasa w Atenach, odbył studia podyplomowe z prawa morskiego na University of London. Od 1961 praktykował jako prawnik w Pireusie, w 1975 został sekretarzem generalnym greckiej izby okrętowej, a następnie urzędnikiem w ministerstwie marynarki handlowej. Działał w Nowej Demokracji. W latach 1981–1989 zasiadał w Parlamencie Hellenów III i IV kadencji. Od 1989 do 1999 przez dwie kadencje sprawował mandat eurodeputowanego, należąc do frakcji chadeckiej. Później był członkiem Liberałów Stefanosa Manosa.